# Benzilizochinolină
Benzilizochinolina este o structură chimică regăsită în structura multor alcaloizi, fiind denumiți alcaloizi benzilizochinolinici. Este un derivat structural de izochinolină în care o grupă benzil a fost substituită în poziția C1.

## Exemple
Alcaloizi benzilizochinolinici

Papaverină
Noscapină
Apomorfină (nucleu adițional)
Morfină (2 nuclee adiționale)
Berberină (nucleu adițional și încorporare N-metil)
Tubocurarină (două unități de benzilizochinolină)